# パウラス姉妹
パウラス姉妹（パウラスしまい）は、大正時代に来日したアメリカ合衆国の社会事業家である。姉モード（Maude Alena Powlas、1889年2月15日 - 1980年6月16日）と妹アニー（エーネとも表記される）（Annie Pauline Powlas、1891年2月25日 - 1978年9月10日）であり、ともに宣教師としても活動し第二次世界大戦後も再来日した。

## 経歴・人物
姉妹共にノースカロライナ州で貧しい家庭を持つ一家であった9人兄弟の一人として生まれる。まず姉モードは1917年にニューヨーク神学校を卒業した後、翌1918年（大正7年）に来日し東京の日本語学校で日本語を学んだ。翌1919年（大正8年）には妹アニーも来日し佐賀にあった日本ルーテル教会幼稚園に勤務し、同年には姉が同会の宣教師となり同郷の宣教師であったネルソン夫人からの発案により社会事業施設の設置計画に関する委員会が創設される。これによって1920年（大正9年）には彼女の後任として委員長となり、熊本で借りた新屋敷に2、3人程度の子供の収容にあたり社会福祉事業の開始にあたった。一方の妹は1927年（昭和2年）からベタニアホームの初代理事長を務め、1941年（昭和16年）の一時帰国までその職にあたる。
その後は同地で姉妹とともに慈愛園の設立にあたり、姉は同団体が経営する養老院を「老人ホーム」と呼びまた母子寮を「母子ホーム」、孤児院を「子供ホーム」と呼んでそれらの施設に呼称を名付けた。1941年に姉妹ともに第二次世界大戦により一時帰国するが、戦後の1947年（昭和22年）に再来日を果たす。その後姉は荒尾市にある児童養護施設のシオン園等の福祉施設の設立や経営に携わり、妹も学校法人である有隣学園の理事長を兼任し同学園が経営する千葉県松戸市に聖愛幼児園（現在はいすみ市に所在）の前身であった子羊保育園の設立にも携わった。その後も東京で母子寮の開設にもあたった後に姉は1959年（昭和34年）に、妹は1961年（昭和36年）に定年により再度帰国した。姉は1979年（昭和54年）に3度目の来日を果たし、創設に携わった慈愛園創立60周年記念式に出席し当時熊本市長を務めていた星子敏雄から感謝状を授与された後に帰国した。